# 29950 Uppili
A 29950 Uppili (ideiglenes jelöléssel (29950) 1999 JA86) a Naprendszer kisbolygóövében található aszteroida. A LINEAR projekt keretében fedezték fel 1999. május 12-én.